# Cobubatha paistion
Cobubatha paistion är en fjärilsart som beskrevs av Dyar 1914. Cobubatha paistion ingår i släktet Cobubatha och familjen nattflyn. Inga underarter finns listade i Catalogue of Life.